# Світова черепаха

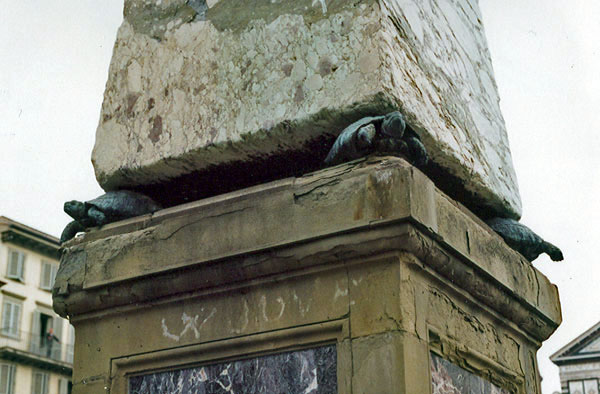
Черепахи як елемент

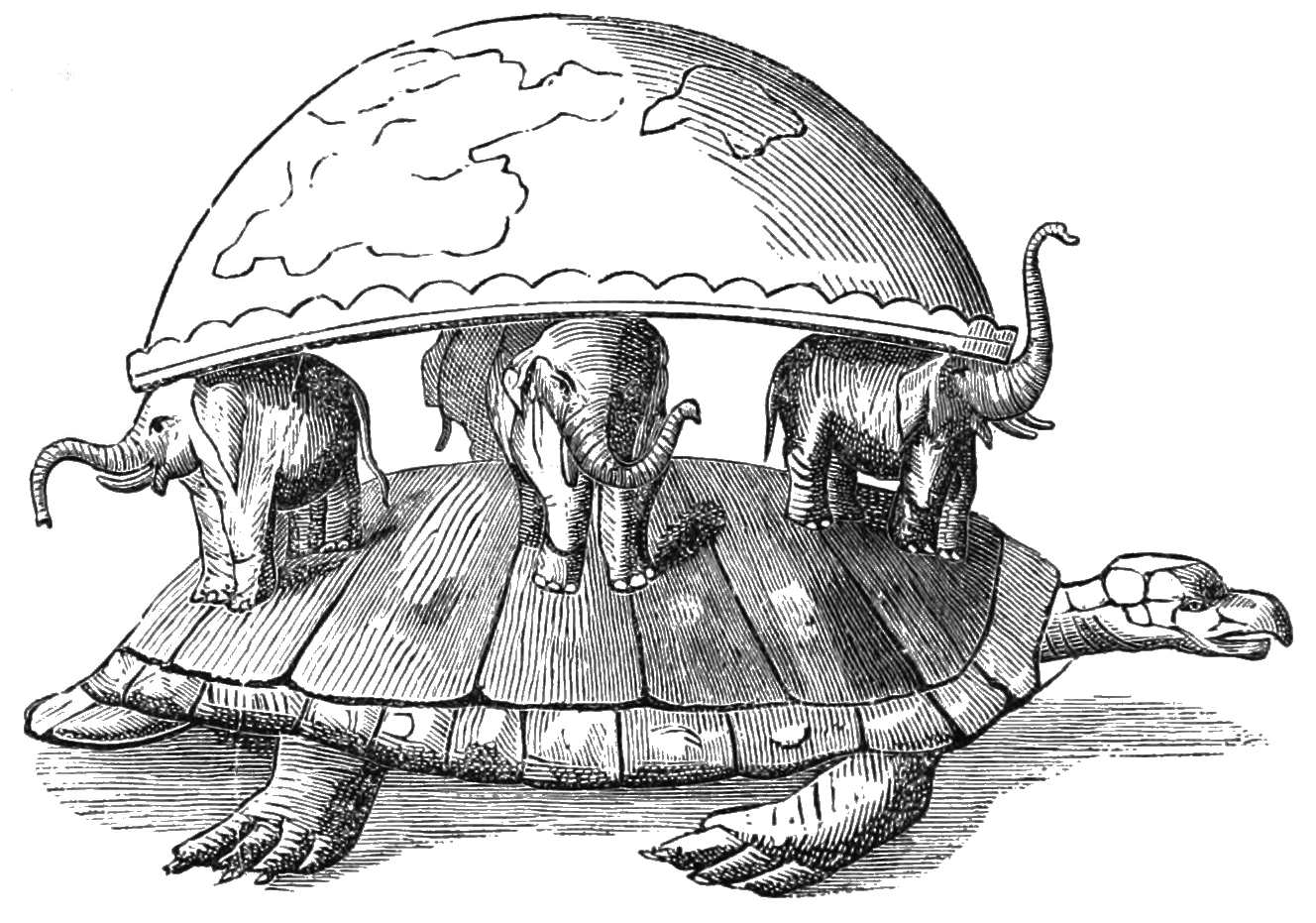
Малюнок світу 1876 року

Світова черепаха (також Космічна черепаха, Черепаха, що тримає світ чи Священна черепаха) — міфема про велетенську черепаху, що підтримує чи містить у собі світ. Ця міфема нагадує Світового слона і Світового змія, зустрічається у китайській, індійській та індіанській міфологіях. Едвард Барнетт Тайлор досліджував цю міфему порівняльно (1878:341).

## Індія
Світова черепаха в індуїстській міфології відома як Akupāra (санскрит: अकूपार) чи іноді Chukwa. Вона згадується у Джнанараджі (автора Siddhāntasundara, написаної близько 1500): «Стерв'ятник, який має небагато сил, відпочиває в небі, тримаючи змію в дзьобі прахару [три години]. Чому [божество] у вигляді черепахи, яке володіє неймовірною силою, не може тримати Землю в небі кальпи [мільярди років]?».
Британський філософ Джон Локк згадав про це у своєму творі «Розвідка про людське розуміння» (1689).
Словник Брюера (англ. Brewer's Dictionary of Phrase and Fable) зазначає, що Maha-pudma and Chukwa є іменами із «популярного варіанту індуїстського міфу, в якому черепаха Chukwa підтримує слона Maha-pudma, який, в свою чергу, підтримує світ»

## Китай
У китайській міфології розповідається, що богиня Нюй-ва відрізала ноги велетенській морській черепасі Ао (кит.: 鳌; піньїнь: áo) та використала їх як опори для неба, після того як Гонг гонг пошкодив гору, яка підпирала небо.

## Північна Америка
Міф делаварів про «Велику черепаху» вперше записав між 1678 та 1680 роками Джеспер Данкертс (англ. Jasper Danckaerts). Легенда поширена серед інших індіанців Вудленда, зокрема Ірокезів.
«Реляції єзуїтів» наводить гуронську історію про Світову черепаху:
|  | Коли Батько пояснював їм [гуронським семінаристам] деякі обставини пристрасті нашого Господа, і говорив із ними про затемнення Сонця, і тремтіння землі, яке відчувалося тоді, вони відповіли, що була історія у їхній власній країні про великий землетрус, який стався у давні часи; але вони не знали ні часу, ні причини цього явища. "Там все ще розказують" (сказали вони) "про дуже особливе затемнення Сонця, яке мусило було трапитися, тому що велика черепаха, яка підтримує землю, змінюючи свою позицію чи місце, своїм панциром закрила сонце, позбавивши світ світла" Оригінальний текст (англ.) When the Father was explaining to them [some Huron seminarists] some circumstance of the passion of our Lord, and speaking to them of the eclipse of the Sun, and of the trembling of the earth which was felt at that time, they replied that there was talk in their own country of a great earthquake which had happened in former times; but they did not know either the time or the cause of that disturbance. "There is still talk " (said they) "of a very remarkable darkening of the Sun, which was supposed to have happened because the great turtle which upholds the earth, in changing its position or place, brought its shell before the Sun, and thus deprived the world of sight |